# Флорида (Пуерто-Рико)
Флорида (ісп. Florida, МФА: [floˈɾiða]) — муніципалітет Пуерто-Рико, острівної території у складі США. Заснований 1971 року.

## Географія
Площа суходолу муніципалітету складає 26 км² (77-е місце за цим показником серед 78 муніципалітетів Пуерто-Рико).

## Демографія
Станом на 2010 рік на території муніципалітету мешкало 12 680 ос.
Динаміка чисельності населення:

## Населені пункти
Найбільші населені пункти муніципалітету Флорида:
| Населений пункт | Статус | Населення :   | Населення :   | Населення :   |
| Населений пункт | Статус | на 01.04.1990 | на 01.04.2000 | на 01.04.2010 |
| --------------- | ------ | ------------- | ------------- | ------------- |
| Флорида         | Місто  | 5 748         | 5 652         | 4 711         |
| Пахональ        | Селище | н/д           | 761           | 742           |